# Nagasato Asano
Nagasato Asano (永里 亜紗乃, sinh ngày 24 tháng 1 năm 1989) là một cựu cầu thủ bóng đá nữ người Nhật Bản.

## Đội tuyển bóng đá nữ quốc gia Nhật Bản
Nagasato Asano thi đấu cho đội tuyển bóng đá nữ quốc gia Nhật Bản từ năm 2009 đến 2015.

## Thống kê sự nghiệp
| Nhật Bản  | Nhật Bản | Nhật Bản |
| Năm       | Trận     | Bàn      |
| --------- | -------- | -------- |
| 2009      | 3        | 0        |
| 2010      | 0        | 0        |
| 2011      | 1        | 0        |
| 2012      | 0        | 0        |
| 2013      | 2        | 0        |
| 2014      | 1        | 1        |
| 2015      | 4        | 0        |
| Tổng cộng | 11       | 1        |